# 木崎ゆきお
木崎 ゆきお（きざき ゆきお、本名:木崎征夫=読み同じ。1942年or1943年（生月日不明） - 2022年4月26日）は日本の漫画家。山形県出身。
1967年から新聞を専門に漫画活動を開始。「埼玉新聞」「大阪日日新聞」、「日本海新聞」、「紀伊民報」等の地方紙に掲載の4コマ漫画『ゴキゲンさん』や『あきれたとうサン』『アッパレ君』『サッパリ君』などの原作者。 きざきのぼる、秋里とんぼ、あきさとる（または「秋さとる」）、前田ひろしなどの筆名も使用する。作品の多くは主人公を描き替えた同一の内容である。
木崎は、これまでも雑誌の連載や、単行本の出版を数多く依頼されたが、木崎夫人によると「夫は新聞に（漫画を）載せることに価値があるとして、新聞一筋で歩んできた」と、新聞以外の連載は一切断ったという。またピーク時には40作品も執筆し、地方紙でも隣接地・あるいは同一エリアのブロック紙などで同じものが掲載されることも度々あったという。
東日本大震災発生時は、被災地を中心に一部で休載となった新聞社もあったが、宮城県石巻市の地域新聞・石巻日日新聞からの原稿料は「震災の状態が落ち着くまではいらない」ということで、実質無償の形で発生時から約7か月間連載した。
2022年4月26日午前8時50分、上行結腸がんのため神奈川県横須賀市の自宅で死去、79歳。ただし、それに先駆けて同年4月19日の石巻日日新聞記事にて、同4月末をもって、体力的な限界を理由として一連の漫画連載を終了し漫画家を引退することが発表されていた

## 作品リスト
| タイトル         | 筆名名義     | 主な掲載新聞                                                            |
| ---------------- | ------------ | ----------------------------------------------------------------------- |
| あきれたとうサン | 木崎ゆきお   | - 宇部日報 - 宇部時報（宇部日報統合前） - 鹿児島新報（休刊）など        |
| あきれたとうサン | きざきのぼる | - 苫小牧民報 - 長野日報 - 岩手日日 - 三條新聞 - 有明新報 - 下野新聞など |
| ゴキゲンさん     | 木崎ゆきお   | - 埼玉新聞など                                                          |
| ゴキゲンさん     | きざきのぼる | - 大阪日日新聞・日本海新聞 - 北國新聞夕刊・富山新聞 - 愛媛新聞          |
| ゴキゲンさん     | あきさとる   | - 伊勢新聞                                                              |
| ゴキゲンさん     | 前田ひろし   | - 上越タイムス                                                          |
| ハナマル君       | 秋さとる     | - 千葉日報                                                              |
| トンガリ君       | 秋さとる     | - 福井新聞 - 上毛新聞など                                               |
| サッパリ君       | きざきゆきお | - 世界日報日本語版                                                      |
| アッパレ君       | 木崎征夫     | - 神戸新聞                                                              |
| アッパレ君       | 前田ひろし   | - 柏崎日報                                                              |
| アッパレ君       | きさぎのぼる | - 北羽新報                                                              |
| 三角野郎         | 木崎ユキオ   | - 福井新聞                                                              |